# NGC 7823
NGC 7823 (другие обозначения — PGC 328, ESO 111-12, IRAS00022-6220) — галактика в созвездии Тукан.
Этот объект входит в число перечисленных в оригинальной редакции «Нового общего каталога».